# Nanichiton deplanatus
Nanichiton deplanatus is een keverslakkensoort uit de familie van de Lepidochitonidae. De wetenschappelijke naam van de soort is voor het eerst geldig gepubliceerd in 1975 door Sirenko.